# Skworcowo (obwód niżnonowogrodzki)
Skworcowo (ros. Скворцово) – wieś (dieriewnia) w Rosji, w obwodzie niżnonowogrodzkim, w rejonie warnawińskim. W 2010 liczyła 64 mieszkańców.